# Kurt Krahmer
Kurt Krahmer (født 21. februar 1939 i København, død 16. juli 1960 i Kastrup Lufthavn) var en dansk fodboldspiller (angriber). Han var en lille og hurtig højrekantspiller fra KB som tidligere spillede i Sundby Boldklub.
Den da 21-årige Kurt Krahmer var en af de otte, som omkom i flyulykken på vej til en OL-forberedelseskamp i Herning.
De andre var Per Funch Jensen, Arne Karlsen, (begge KB), Erik Pondal Jensen (AB), Ib Eskildsen, Søren Andersen (begge Frem), Børge Bastholm Larsen (Køge) og Erling Spalk Ikast FS, den eneste af de otte, som ikke havde spillet på landsholdet.
Kurt Krahmer var i gang med en læreruddannelse da ulykken skete.

## Landskampe
1 B-landskamp, 7 U/21-landskampe og 2 U/19-landskampe